# Škurnik
Škurnik (Шкурник) è un film del 1929 diretto da Nikolaj Grigor'evič Špikovskij.